# بنی شعیب
بنی شعیب (به عربی: بنی شعیب) یک شهرداری در الجزایر است که در استان تسمسیلت واقع شده‌است.